# Telekfalva
Telekfalva (románul Teleac) falu Romániában Hargita megyében.

## Fekvése
Községközpontjától Felsőboldogfalvától 9 km-re fekszik a Somos aljában.

## Története
A hagyomány szerint a bágyi várból ide települt Balázs vitéz első telkéről kapta nevét. Később a tatárok által elpusztított Tamafalva lakói is ide telepedtek. A falutól északra eső Somoserdő sziklaoldalába védbarlangokat véstek és azokat külső védművekkel is ellátták.
A falunak 1910-ben 340, 1992-ben 269 magyar lakosa volt. A trianoni békeszerződésig Udvarhely vármegye Homoródi járásához tartozott.

## Látnivalók
- Református temploma 1804 és 1816 között épült, de valószínűleg középkori eredetű. Régi templomát 1802-ben földrengés pusztította el, majd 1977-ben a mait is földrengés rongálta meg.
- A telekfalvi barlangcsoport egyike a legnagyobb és legépebben fennmaradt Udvarhely környéki mesterségesen létrehozott barlangoknak. A falutól északra emelkedő Somoserdő fölötti pontuszi konglomerátum sziklaoldalba három barlang mélyed, ahová a hagyományok szerint a falu és a környék lakói menekültek a török támadások idején. A barlangok több "kamrából" állnak, közülük egy, több mint 150 négyzetméter alapterületű. 2007 májusában ásatások folytak a székelyudvarhelyi Haáz Rezső Múzeum szervezésében.[2]

## Híres emberek
- Itt született 1942. szeptember 7-én Gellérd Lajos a Brassói Lapok főszerkesztője.

## Hivatkozások

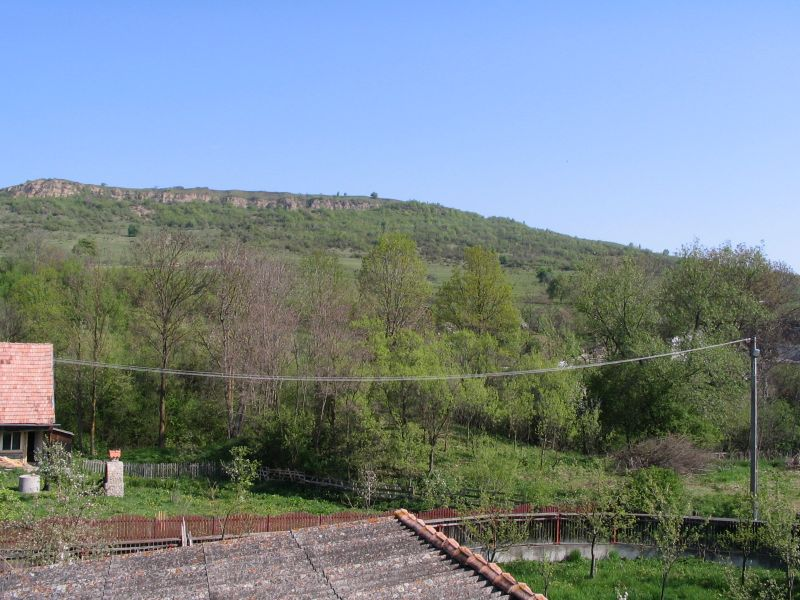
A Somoserdő fölötti pontuszi konglomerátum